# Robert Janschitz
Robert Janschitz (* 6. Oktober 1921 in Wolfsberg; † 5. August 2002 in Salzburg) war ein österreichischer Politiker (SPÖ).

## Leben
Robert Janschitz wurde als Sohn des Schuldirektors Robert Janschitz und dessen Ehefrau Mathilde im kärntnerischen Wolfsberg geboren. Nach dem Besuch der Volksschule und des Gymnasiums in Wolfsberg legte er 1940 die Matura ab. Danach besuchte er bis 1941 die Kriegsschule in Potsdam. Kurz vor Ende des Zweiten Weltkrieges geriet der Wehrmachtssoldat Janschitz in sowjetische Kriegsgefangenschaft, aus der er jedoch bereits 1946 nach Hause zurückkehren durfte.
Am 1. März 1948 wurde Janschitz zum Bezirkssekretär der SPÖ für den Bezirk Wolfsberg gewählt. Fünf Jahre später zog Janschitz am 18. März 1953 als Abgeordneter seiner Partei in den Nationalrat ein, dem er jedoch nur drei Jahre, bis zum 8. Juni 1956, angehören sollte. 1956 fand Janschitz eine Anstellung beim Bundesheer. Er wurde 1957 zum Oberleutnant befördert und zum Feldjägerbataillon in die Rainerkaserne nach Elsbethen in Salzburg versetzt.
Auch in Salzburg war Janschitz politisch tätig. Er wurde im Mai 1964 zum Bezirksparteivorsitzenden der SPÖ des Bezirks Salzburg-Umgebung gewählt. Ein Jahr später, am 24. März 1965, zog Janschitz als SP-Abgeordneter in den Salzburger Landtag ein. Janschitz war 17 Jahre lang, bis 1982, Landtagsabgeordneter und amtierte von 1979 bis 1982 auch als Klubobmann (Fraktionsvorsitzender) seiner Partei. Er schied am 17. Februar 1982 aus dem Landtag aus und zog sich ins Privatleben zurück.
Robert Janschitz starb im August 2002 im Alter von 80 Jahren.

## Auszeichnungen
- 1981: Großes Goldenes Ehrenzeichen für Verdienste um die Republik Österreich
- 1981: Goldenes Ehrenzeichen des Landes Salzburg
- 1992: Viktor-Adler-Plakette